# Michael Parkes

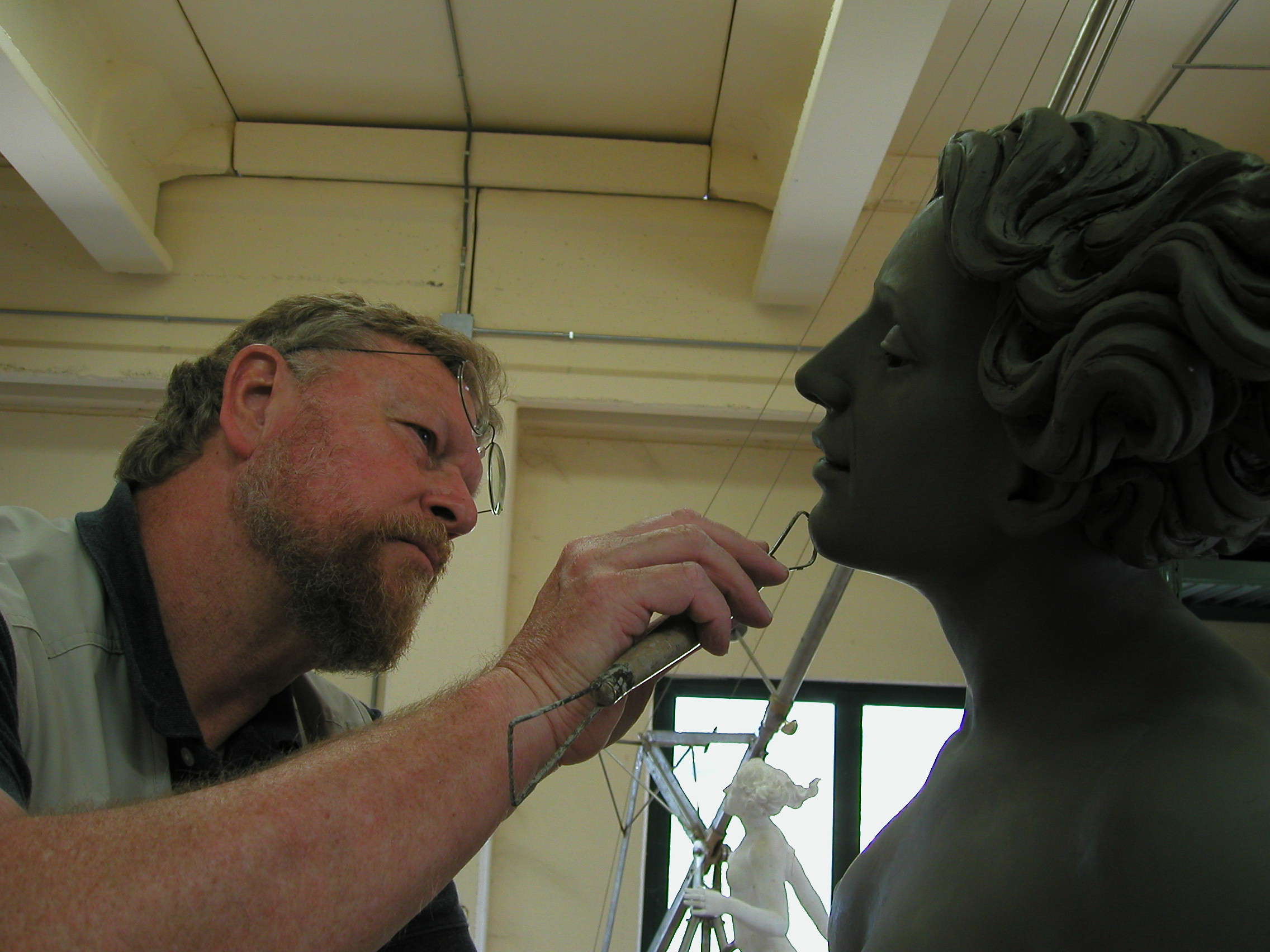
Michael Parkes nel 2002.

Michael Parkes (Sikeston, 12 ottobre 1944) è un artista, pittore e illustratore statunitense, specializzato in opere di fantasia, litografia e scultura. I lavori di Parkes sono molto diffusi in forma di poster; inoltre ha curato diverse pubblicazioni di libri sui suoi quadri.

## Biografia
Parkes ha studiato arte grafica e pittura alla University of Kansas. Il suo particolare stile artistico si è sviluppato in isolamento, dopo un periodo di crisi che gli fece abbandonare la pratica d'arte e lo portò a viaggiare in India in cerca di illuminazione filosofico-esistenziale.
Inizialmente ha usato uno stile espressionista astratto, seguendo gli insegnamenti dei suoi maestri. Ma dopo la sua pausa riflessiva, Parkes ha sviluppato disegno e pittura di stile meticoloso con rappresentazione realistica dettagliata, che gli ha permesso di dare piena espressione alle immagini del suo interiore.
Lo stile corrente di Parkes può esser descritto come realistico di base, con soggetti magici e misteriosi e successivi sviluppi caratterizzati da realismo fantastico. Parkes stesso ha scritto che il suo stile deriva da uno studio delle dottrine esoteriche  orientali e occidentali, e le sue immagini provengono da una serie di tradizioni, tra le quali quella cabalistica e tantrica, ma costruite in forme scaturite dalla sua fantasia, che le rende immediatamente accessibili allo sguardo.  Strane bestie incontrano misteriose donne alate, il Bene ed il Male combattono conflitti immemori, il tutto sospeso in un ambiente privo di gravità dove universi sono distrutti e ricreati a soddisfare i desideri del cuore.
Da studente, Parkes fu affascinato dai vari procedimenti grafici usati in laboratori d'arte, e in seguito è diventato un esperto della litografia su pietra. Molti dei suoi più recenti lavori sono stati prodotti in edizioni numerate aurografiche in  giclée.
Tra i poster più noti di Parkes figurano i seguenti: Gargoyles, Deva, Swan Lake, Tuesday's Child, Athena, The Creation, Desert Dream, Water Music, Circus Memories, Returning Home, Maria (particolare), The Source, Leda's Daughter, Magic Spring, Dawn, The Mask, Puppet Master, Desert Lotus.